# Bảo tàng Khu vực ở Pleszew
Bảo tàng Khu vực ở Pleszew (tiếng Ba Lan: Muzeum Regionalne w Pleszewie) là một bảo tàng tọa lạc tại số 34 Phố Poznańska, Pleszew, Ba Lan. Bảo tàng là một tổ chức khoa học và nghiên cứu. Phương châm hoạt động của Bảo tàng là tiến hành các hoạt động giáo dục nhằm thúc đẩy khoa học, nghệ thuật và văn hóa bằng việc thu thập và giới thiệu các bộ sưu tập trong lĩnh vực khảo cổ học, dân tộc học, lịch sử, nghệ thuật và công nghệ, chủ yếu từ khu vực địa phương.

## Lịch sử hình thành
Bảo tàng Khu vực ở Pleszew chính thức mở cửa đón công chúng vào ngày 9 tháng 6 năm 1983, nhân dịp kỷ niệm 700 năm Pleszew. Trụ sở của Bảo tàng là một tòa nhà được xây dựng vào khoảng thập niên 1820 và được thiết kế sở hữu các nét kiến trúc đặc trưng của chủ nghĩa cổ điển (địa điểm này được liệt kê trong sổ đăng ký các tòa nhà lịch sử). Trong những năm gần đây, tòa nhà này được cải tạo để phù hợp phục vụ làm trụ sở của Bảo tàng.

## Giờ mở cửa
Bảo tàng Khu vực ở Pleszew hoạt động quanh năm, mở cửa tất cả các ngày trong tuần trừ Chủ nhật và thứ Hai. Khách tham quan phải trả phí vào cửa, riêng thứ Bảy khách tham quan được vào cửa miễn phí.